# Чемберлен, Джозеф
О младшем Чемберлене см. Чемберлен, Джозеф Остин
Джозеф Чемберлен (англ. Joseph Chamberlain; 8 июля 1836 — 2 июля 1914) — британский фабрикант, один из самых успешных и влиятельных политиков викторианской Англии.
Единственный член кабинета министров, не имевший университетского образования. Вдохновитель англо-бурской войны 1899—1902 годов. Отец Остина и Невилла Чемберленов. Его имя носит центральная площадь города Бирмингема.

## Годы радикализма (партия вигов)
Сын бирмингемского фабриканта, Чемберлен до 38 лет занимался исключительно семейным бизнесом. В 1873 году отошёл от дел и, будучи избран мэром Бирмингема, посвятил себя инновационным для своего времени социальным проектам вроде расселения трущоб и обеспечения доступного образования. В прессе за ним закрепилась репутация радикала, чуть ли не социалиста. На всю страну его худощавый облик с моноклем прославили многочисленные карикатуры в национальных газетах.
В 1876 году Чемберлен избрался в Палату общин, где его пылкие речи с требованием обеспечить каждого британца водопроводом и газовым освещением («социализм газа и воды») вызывали острую неприязнь консерваторов. Хотя Чемберлен возглавил радикальное крыло правящей либеральной партии, он не был твёрдо привязан к программе той или иной партии, считая своей задачей достижение конкретных целей.
В 1885 году Чемберлен (с 1880 года возглавлявший комитет по торговле в правительстве Гладстона) и его коллега-парламентарий Чарльз Дилк проехали по стране, требуя введения прогрессивной шкалы налогообложения, бесплатного образования, улучшения жилищных условий для неимущих, наделения фермеров землёй. Все эти лозунги имели мало общего с утверждённой программой либеральной партии.
По самому острому вопросу политической жизни — о предоставлении самоуправления Ирландии — Чемберлен долгое время поддерживал Гладстона. Он выступал за расширение полномочий местного самоуправления в Ирландии и протестовал против жёстких мер в отношении националистов. Однако во время решающего голосования по вопросу о гомруле в 1886 году он выступил на стороне так называемых либерал-юнионистов. Это привело к расколу либеральной партии и на 20 лет вывело её из борьбы за правительственные должности.

## Годы шовинизма (партия тори)
В качестве одного из лидеров либерал-юнионистов Чемберлен поощрял их сближение с консерваторами. Благодаря его усилиям консервативное правительство лорда Солсбери приняло пакет законов, направленных на улучшение положения рабочего класса.
Вместо былых требований социальных преобразований британский пролетариат в 1890-е годы склоняется к бесхитростному шовинизму. Вместе с тем меняется и риторика Чемберлена. Он всё чаще произносит речи империалистического характера, а в 1895—1903 годах занимает в правительстве Солсбери пост министра по делам колоний. Одной из его излюбленных мишеней были буры. Парламентская оппозиция считала именно Чемберлена застрельщиком англо-бурской войны и рейда Джеймсона.
Англо-бурская война выявила дипломатическую изоляцию Британии и её военную уязвимость. Чемберлен стал задумываться о союзе с Германией, которая в годы войны вела себя особенно вызывающе. Заключив мир с бурами и вернувшись из турне по Африке, он включился в переговоры с немецкими политиками, и только противодействие Солсбери поставило крест на проекте сближения двух стран.
Другим проектом Чемберлена был таможенный союз метрополии и доминионов, которые активно поддерживали военные авантюры вроде войны с бурами. Путём введения протекционистских барьеров на импорт товаров из США и Германии он надеялся подорвать их быстрый экономический рост. Внутри Британской империи планировалось создание единого рынка.
Когда премьер-министр Артур Бальфур отказался поддержать проект таможенного союза, Чемберлен оставил министерский портфель и стал ездить по городам Британии, призывая своих слушателей «мыслить по-имперски». В ответных выступлениях либералы подчёркивали, что свободная торговля — залог дешёвого хлеба для широких масс трудящихся. Споры по этому вопросу привели к расколу консервативной партии в 1906 году и к её катастрофическому поражению на выборах в парламент (хотя сам Чемберлен без труда сохранил место в Палате общин).
В дни празднования 70-летнего юбилея (июль 1906 года) политика разбил паралич, вынудивший его оставить общественную жизнь. Он умер летом 1914 года, когда жена зачитала ему новость об убийстве эрцгерцога Франца Фердинанда.